# Merano Open 1999 - Qualificazioni singolare
Le qualificazioni del singolare  del Merano Open 1999 sono state un torneo di tennis preliminare per accedere alla fase finale della manifestazione. I vincitori dell'ultimo turno sono entrati di diritto nel tabellone principale. In caso di ritiro di uno o più giocatori aventi diritto a questi sono subentrati i lucky loser, ossia i giocatori che hanno perso nell'ultimo turno ma che avevano una classifica più alta rispetto agli altri partecipanti che avevano comunque perso nel turno finale.
Le qualificazioni del torneo Merano Open 1999 prevedevano 25 partecipanti di cui 4 sono entrati nel tabellone principale.

## Teste di serie
1. Julián Alonso (secondo turno)
2. Marzio Martelli (Qualificato)
3. Lucas Arnold Ker (Qualificato)
4. Marc-Kevin Goellner (secondo turno)

1. Jimy Szymanski (secondo turno)
2. Jaime Oncins (secondo turno)
3. Salvador Navarro-Gutierrez (Qualificato)
4. Răzvan Sabău (primo turno)

## Qualificati
1. Salvador Navarro-Gutierrez
2. Marzio Martelli

1. Lucas Arnold Ker
2. Martin Spottl

## Tabellone

### Legenda
| - Q = Qualificato - WC = Wild card - LL = Lucky loser | - ALT = Alternate - SE = Special Exempt - PR = Protected Ranking | - w/o = Walkover - r = Ritirato - d = Squalificato |

### Sezione 1
|  | Primo turno         | Primo turno         | Primo turno        | Primo turno | Primo turno |  |  | Secondo turno | Secondo turno              | Secondo turno | Secondo turno              | Secondo turno              |   |   | Ultimo turno | Ultimo turno       | Ultimo turno       | Ultimo turno | Ultimo turno |  |
|  |                     |                     |                    |             |             |  |  |               |                            |               |                            |                            |   |   |              |                    |                    |              |              |  |
|  |                     |                     |                    |             |             |  |  |               |                            |               |                            |                            |   |   |              |                    |                    |              |              |  |
|  |                     |                     |                    |             |             |  |  | 1             | Julián Alonso              | 6             | 3                          | 3                          |   |   |              |                    |                    |              |              |  |
|  | Giorgio Galimberti  | Giorgio Galimberti  | Giorgio Galimberti | 6           | 6           |  |  |               | Giorgio Galimberti         | 1             | 6                          | 6                          |   |   |              |                    |                    |              |              |  |
|  | Davide Scala        | Davide Scala        | Davide Scala       | 2           | 3           |  |  |               |                            |               |                            |                            |   |   |              | Giorgio Galimberti | Giorgio Galimberti | 3            | 3            |  |
|  | Massimo Valeri      | Massimo Valeri      | 2                  | 7           | 6           |  |  |               |                            | 7             | Salvador Navarro-Gutierrez | Salvador Navarro-Gutierrez | 6 | 6 |              |                    |                    |              |              |  |
|  | Marcelo Charpentier | Marcelo Charpentier | 6                  | 5           | 1           |  |  |               | Massimo Valeri             | 6             | 3                          | 2                          |   |   |              |                    |                    |              |              |  |
|  |                     |                     |                    |             |             |  |  | 7             | Salvador Navarro-Gutierrez | 4             | 6                          | 6                          |   |   |              |                    |                    |              |              |  |
|  |                     |                     |                    |             |             |  |  |               |                            |               |                            |                            |   |   |              |                    |                    |              |              |  |

### Sezione 2
|  | Primo turno      | Primo turno      | Primo turno      | Primo turno | Primo turno |  |  | Secondo turno          | Secondo turno          | Secondo turno    | Secondo turno  | Secondo turno  |   |   | Ultimo turno | Ultimo turno    | Ultimo turno    | Ultimo turno | Ultimo turno |  |
|  |                  |                  |                  |             |             |  |  |                        |                        |                  |                |                |   |   |              |                 |                 |              |              |  |
|  |                  |                  |                  |             |             |  |  |                        |                        |                  |                |                |   |   |              |                 |                 |              |              |  |
|  |                  |                  |                  |             |             |  |  | 2                      | Marzio Martelli        | Marzio Martelli  | 6              | 6              |   |   |              |                 |                 |              |              |  |
|  | Filippo Volandri | Filippo Volandri | Filippo Volandri | 6           | 6           |  |  |                        | Filippo Volandri       | Filippo Volandri | 4              | 2              |   |   |              |                 |                 |              |              |  |
|  | Ionuț Moldovan   | Ionuț Moldovan   | Ionuț Moldovan   | 2           | 2           |  |  |                        |                        |                  |                |                |   |   | 2            | Marzio Martelli | Marzio Martelli | 6            | 6            |  |
|  | Carsten Arriens  | Carsten Arriens  | 7                | 2           | 6           |  |  |                        |                        |                  | Rainer Falenti | Rainer Falenti | 4 | 3 |              |                 |                 |              |              |  |
|  | Renato Ercolani  | Renato Ercolani  | 5                | 6           | 2           |  |  | DefaultCarsten Arriens | DefaultCarsten Arriens | 2                | 7              | 1              |   |   |              |                 |                 |              |              |  |
|  |                  | Rainer Falenti   | 6                | 1           | 7           |  |  | Rainer Falenti         | Rainer Falenti         | 6                | 6              | 4              |   |   |              |                 |                 |              |              |  |
|  | 8                | Răzvan Sabău     | 1                | 6           | 5           |  |  |                        |                        |                  |                |                |   |   |              |                 |                 |              |              |  |

### Sezione 3
|  | Primo turno        | Primo turno        | Primo turno        | Primo turno | Primo turno |  |  | Secondo turno | Secondo turno    | Secondo turno | Secondo turno | Secondo turno |   |   | Ultimo turno | Ultimo turno     | Ultimo turno | Ultimo turno | Ultimo turno |  |
|  |                    |                    |                    |             |             |  |  |               |                  |               |               |               |   |   |              |                  |              |              |              |  |
|  |                    |                    |                    |             |             |  |  |               |                  |               |               |               |   |   |              |                  |              |              |              |  |
|  |                    |                    |                    |             |             |  |  | 3             | Lucas Arnold Ker | 7             | 4             | 6             |   |   |              |                  |              |              |              |  |
|  | Ivan Beros         | Ivan Beros         | Ivan Beros         | 6           | 7           |  |  |               | Ivan Beros       | 6             | 6             | 1             |   |   |              |                  |              |              |              |  |
|  | Igor Sarić         | Igor Sarić         | Igor Sarić         | 2           | 6           |  |  |               |                  |               |               |               |   |   | 3            | Lucas Arnold Ker | 4            | 6            | 6            |  |
|  | Sasa Hirszon       | Sasa Hirszon       | Sasa Hirszon       | 6           | 6           |  |  |               |                  |               | Sasa Hirszon  | 6             | 1 | 3 |              |                  |              |              |              |  |
|  | Michael Innerebner | Michael Innerebner | Michael Innerebner | 2           | 0           |  |  |               | Sasa Hirszon     | 2             | 6             | 6             |   |   |              |                  |              |              |              |  |
|  |                    |                    |                    |             |             |  |  | 6             | Jaime Oncins     | 6             | 3             | 1             |   |   |              |                  |              |              |              |  |
|  |                    |                    |                    |             |             |  |  |               |                  |               |               |               |   |   |              |                  |              |              |              |  |

### Sezione 4
|  | Primo turno    | Primo turno    | Primo turno    | Primo turno | Primo turno |  |  | Secondo turno | Secondo turno       | Secondo turno       | Secondo turno | Secondo turno |   |   | Ultimo turno   | Ultimo turno   | Ultimo turno   | Ultimo turno | Ultimo turno |  |
|  |                |                |                |             |             |  |  |               |                     |                     |               |               |   |   |                |                |                |              |              |  |
|  |                |                |                |             |             |  |  |               |                     |                     |               |               |   |   |                |                |                |              |              |  |
|  |                |                |                |             |             |  |  | 4             | Marc-Kevin Goellner | Marc-Kevin Goellner | 6             | 4             |   |   |                |                |                |              |              |  |
|  | Omar Camporese | Omar Camporese | Omar Camporese | 6           | 6           |  |  |               | Omar Camporese      | Omar Camporese      | 7             | 6             |   |   |                |                |                |              |              |  |
|  | Martin Mair    | Martin Mair    | Martin Mair    | 4           | 1           |  |  |               |                     |                     |               |               |   |   | Omar Camporese | Omar Camporese | Omar Camporese | 6            | 6            |  |
|  | Martin Spottl  | Martin Spottl  | Martin Spottl  | 6           | 6           |  |  |               |                     | Martin Spottl       | Martin Spottl | Martin Spottl | 7 | 7 |                |                |                |              |              |  |
|  | Gerald Mandl   | Gerald Mandl   | Gerald Mandl   | 3           | 1           |  |  |               | Martin Spottl       | Martin Spottl       | 6             | 6             |   |   |                |                |                |              |              |  |
|  |                |                |                |             |             |  |  | 5             | Jimy Szymanski      | Jimy Szymanski      | 4             | 4             |   |   |                |                |                |              |              |  |
|  |                |                |                |             |             |  |  |               |                     |                     |               |               |   |   |                |                |                |              |              |  |